# Václav Zenger

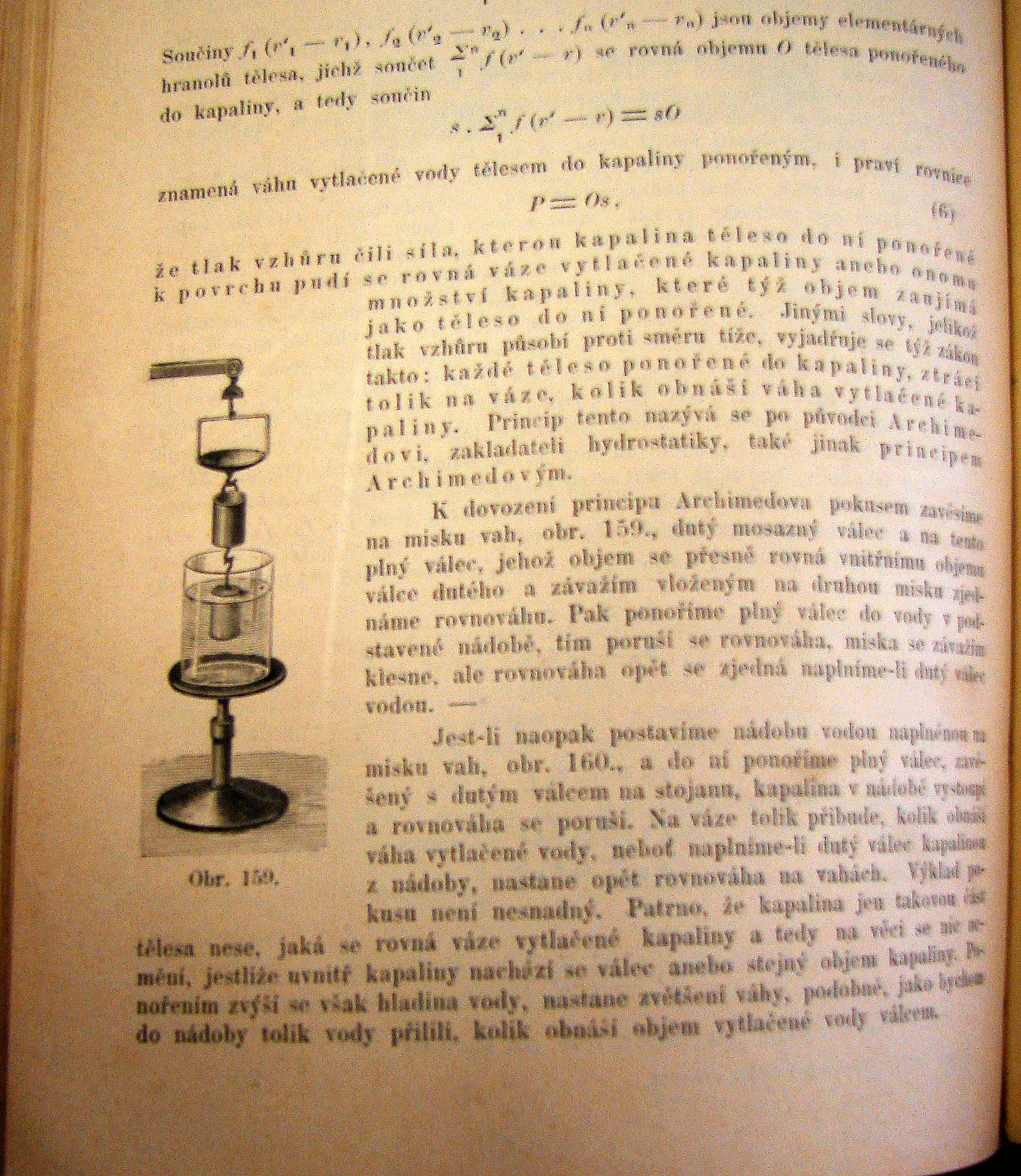
Ukázka z jeho díla Fysika pokusná i výkonná

Václav Karel Bedřich Zenger (17. prosince 1830 Chomutov – 22. ledna 1908 Praha) byl český fyzik a meteorolog, profesor a rektor České techniky v Praze. Zabýval se hlavně optikou, astrofyzikou Slunce, spektroskopií a konstrukcí přístrojů.

## Život
Vyrůstal v rodině vojenského lékaře. Navštěvoval gymnázium v Německém Brodě a německé malostranské gymnázium. Původně se chtěl věnovat diplomatické kariéře, proto se v roce 1848 zapsal na Právnickou fakultu. Ve druhém ročníku navštěvoval přednášky matematiky a fyziky na Filozofické fakultě. Získal jak kvalifikaci právníka (1852), tak profesora (1853), který mohl vyučovat na českých i německých školách.
Během studií na Filozofické fakultě navštěvoval přednášky F. A. Petřiny, kterému dělal soukromého a bezplatného asistenta, J. E. Purkyně, jehož přednášky Cosmologie vzbudily u Zengera velký zájem o astronomii, která jej pak spolu s meteorologií provázela po celý život. Dále pod vedením J. G. Böhma vypomáhal na klementinské hvězdárně s magnetickými a meteorologickými pozorováními.
Musel vyučovat minimálně 6 let v tehdejších Uhrách, protože získal uherské stipendium. V letech 1853–1861 byl profesorem na státním katolickém gymnáziu v Banské Bystrici na Slovensku. Po ukončení úvazku strávil půl roku na vídeňské hvězdárně a poté byl až do svého penzionování v roce 1900 profesorem technické fyziky na Polytechnickém ústavu (pozdější české technice a dnešní ČVUT) v Praze, na které i později (do roku 1906) vyučoval jako soukromý docent. V letech 1872–1873 byl rektorem a mezi lety 1868 a 1896 sedmkrát děkanem fakulty. Prosadil, aby se od školního roku 1884–1885 elektrotechnika vyučovala jako samostatný předmět.
V letech 1892–1896 byl prvním předsedou České aeronautické společnosti.
Hojně přednášel a publikoval česky, německy, francouzsky i anglicky. Byl čestným členem různých odborných společností a velmi oblíbeným přednášejícím pro širokou veřejnost. Mezi jeho žáky patřili např. František Křižík a Milan Rastislav Štefánik, který přestoupil na Zengerovu radu ze studia stavebního inženýrství na filozofickou fakultu.
Před smrtí odkázal svou knihovnu, astronomické přístroje a všechny peníze vysoké škole ve prospěch studentské nadace. Zemřel v lednu 1908, pohřben byl na Olšanských hřbitovech.

## Vědecká činnost
Zabýval se především optikou, astrofyzikou, vlivem Slunce na meteorologické jevy, spektroskopií, výkladem seismických jevů a elektrodynamickou teorií. Věnoval se soustavnému pozorování a fotografování slunečních jevů a spektra pomocí Steinheilovy komory. V Banské Bystrici zřídil meteorologickou stanici, měřil zemský magnetizmus, vynalezl vlastní metody elektrolytické výroby stříbra a mědi.
O Zengerově všestrannosti se mohli přesvědčit návštěvníci Všeobecné zemské výstavy v Praze v roce 1891, kde prezentoval 35 původních přístrojů a 240 vědeckých publikací. Zkonstruoval velice citlivé tangenciální váhy, u nichž se místo počítání hmotnosti závaží měřil úhel sklonu ramene vahadla, univerzální reometr (galvanometr), nutoskop (setrvačník umožňující znázornění precesních a nutačních pohybů nebeských těles), termoelektrický článek Zn-Sb, diferenciální fotometr, univerzální mikroskop, speciální helioskopický okulár pro astronomické účely, čočky z korundového a křemenného skla, navrhl postup pocínování a odcínování bílého plechu, zpracování domácích železných rud s velkým obsahem fosforu a síry, zabýval se metodikou elektrolytického získávání stříbra, mědi a niklu aj.
Díky jeho systému uzemněných hromosvodů se symetricky umístěnými svodiči bylo před bleskem chráněno např. Národní divadlo. S umístěním hromosvodů na své nejznámější třistametrové stavbě se s ním radil dokonce i Alexandre Gustave Eiffel.
Jeho práce nebyly vždy bezchybné – některé vycházely ze špatných předpokladů, jiné byly příliš přeceňované, nebo se v nich autor dopustil statistických chyb. Jeho omyly jsou rozebrány v knihách Dějiny exaktních věd v českých zemích do konce 19. století a Fyzika v kulturních dějinách Evropy. 3. díl Století elektřiny.

### Ocenění
- V roce 1908 mu byl udělen čestný titul doktora technických věd (Dr.h.c.) Českého vysokého učení technického v Praze[8].
- Na jeho počest dostala hlavní posluchárna české techniky na Karlově náměstí v Praze název „Zengerova posluchárna“.
- Zengerova transformační stanice – na jeho počest byla pojmenována transformační stanice na pražském Klárově (č. p. 132). Budovu z let 1929–1934 projektoval architekt Vilém Kvasnička.[9]

## Dílo
- Fyzika zkušební
- Fysika pokusná a výkonná I./II. (1882), kterou vydal spolu s F. F. Čecháčem
- O nové soustavě světové na základě elektrodynamických zákonů. (1890 česky, 1892 francouzsky, 1894 německy)
- Meteorologie Slunce a předpověď počasí. (1886 německy, 1887 česky)